# Pedrés
Pedro Martínez González (Albacete, 11 de febrero de 1931-Madrid, 6 de septiembre de 2021), más conocido como Pedrés, fue un matador de toros español.
Fue una de las máximas figuras de su época, creador de figuras técnicas de la tauromaquia como la pedresina así como del estilo tremendista del toreo.

## Biografía
Nació en un cortijo del caserío de Hoya de Vacas, próximo a la capital albacetense, el 11 de febrero de 1931. Su debut de luces tuvo lugar el 2 de julio de 1950 en Albacete. Un año después, en 1951, se produjo su debut con picadores, también en Albacete. Su presentación en Las Ventas, en la que se dieron cita más de 3000 seguidores albacetenses, tuvo lugar el 8 de junio de 1952 cuando cortó tres orejas y salió a hombros por la puerta grande.
Tomó la alternativa el 12 de octubre de 1952 en Valencia de manos del Litri. Fue el primero en el escalafón en 1953. Su confirmación en Las Ventas tuvo lugar en 1953, así como en México. La de 1965 fue su última temporada y su última corrida tuvo lugar en Hellín el 1 de octubre del mismo año alternando con Paco Camino y Manuel Benítez «El Cordobés». En total, estoqueó 359 corridas y 84 novilladas con picadores.
Pedro Martínez "Pedrés" murió  en la ciudad de Madrid el 6 de septiembre de 2021. Su deceso aconteció a los noventa años tras sobrellevar una larga enfermedad.

## Tauromaquia
El escritor Néstor Luján, en Historia del Toreo (1954), describió a Pedrés como un torero «serio, adusto y melancólico, que tuvo el secreto de la espectacularidad pasiva».
Pedrés realzó el toreo con un estilo marcado por la espectacularidad y las nuevas creaciones técnicas. El diestro inventó la pedresina, muletazo de espaldas al toro con la muleta plegada en la mano izquierda, figura que ejecutarían desde entonces numerosos toreros.
Al diestro se le atribuye también la creación del estilo tremendista del toreo o tremendismo, el toreo basado en la emoción y los pases angustiosos que causaban gran furor en el público.